# Sisu (Schiff)
Die Sisu ist ein finnischer Eisbrecher der Urho- bzw. Atle-Klasse, der 1971 bei der Wärtsilä-Werft in Helsinki bestellt wurde. Die Sisu ist 101,6 Meter lang und 23,8 Meter breit. Sie hat einen Tiefgang von 8,3 Metern. Mit einer Wellenleistung von 16,2 Megawatt erreicht sie im Freiwasser eine Geschwindigkeit von 19 Knoten. Ihr Heimathafen ist Helsinki. 
Die Sisu und ihr Schwesterschiff Urho waren bis zum Bau der Polaris die größten finnischen Eisbrecher. Der Name ist vom kulturellen Konstrukt Sisu inspiriert.
Eigner des Schiffes ist die Arctia Shipping Oy, Nachfolgegesellschaft der Finnish Shipping Enterprise (FINSTASHIP).